# Raión de Novotroitske
Novotroitske( ucraniano : Новотроїцький район ) fue uno de los 18 raiones administrativos (un distrito ) del Óblast de Jersón en el sur de Ucrania . Su centro administrativo estaba ubicado en el asentamiento de tipo urbano de Novotroitske . El raión se abolió el 18 de julio de 2020 como parte de la reforma administrativa de Ucrania, que redujo el número de raiones del Óblast de Jersón a cinco. El área del Raión de Novotroitske se fusionó con el raión de Henichetsk .
Comprende una superficie de 2298 km².
La capital es la ciudad de Novotroitske.

## Demografía
Según estimación 2020 contaba con una población total de 34747 habitantes.

## Otros datos
El código KOATUU es 6524400000. El código postal 75300 y el prefijo telefónico +380 5538.